# Friedrich Entress
Friedrich Karl Herrmann Entress, né le 8 décembre 1914 à Posen et mort le 28 mai 1947 à Landsberg am Lech est un médecin germano-polonais, médecin nazi dans divers camps de concentration et d'extermination et criminel de guerre.

## Médecin dans les camps de concentration et d'extermination
Entress est le fils d'un employé de la bibliothèque universitaire de Poznań. Il devient citoyen polonais après la Première Guerre mondiale. Il termine ses études de médecine en juin 1939 par l'examen d'État de médecine. Après le début de la Seconde Guerre mondiale, il rejoint le Groupe d'autodéfense de Posen en octobre 1939. À partir de novembre 1939, il est membre de la Waffen-SS (numéro de membre 352 124).
Sa carrière de médecin de camp commence le 3 janvier 1941 au camp de concentration de Gross-Rosen. Entress y est 1er médecin jusqu'au 10 décembre 1941. En raison de « tâches spéciales importantes pour la guerre », qui sont en fait des assassinats, il reçoit la croix du Mérite de guerre de deuxième classe.
De décembre 1941 à février 1943, il est médecin de camp à Auschwitz I, puis de mars à octobre 1943 dans la même fonction à Monowitz-Buna. À Auschwitz, en collaboration avec Hellmuth Vetter (de) et Eduard Wirths, il se livre à des expérimentations sur des humains où il teste la tolérance et l'efficacité de nouvelles préparations pharmaceutiques sur des prisonniers pour le compte de l'entreprise IG Farben. Dans de nombreux cas, les détenus sont infectés par des maladies pour les examens. Entress reçoit probablement des ordres d'Enno Lolling en mai 1942 pour tuer les malades mentaux incurables, des malades tuberculeux, et des personnes inaptes au travail : ces assassinats s'opèrent par injections. À partir de l'automne 1942, les prisonniers malades qui ne se sont pas rétablis dans les quatre semaines sont également mis à mort.
En 1942, Entress reçoit son doctorat au mérite, pour services rendus à l'Est, sans même passer sa thèse. Dans la Waffen-SS, il est promu SS-Hauptsturmfuhrer en 1943.
D'octobre 1943 à juillet 1944, il est médecin de garnison au camp de concentration de Mauthausen. Début août 1944, il retourne au camp de concentration de Gross-Rosen, où il est à nouveau 1er médecin du camp. De janvier 1945 à la fin de la guerre, il est médecin divisionnaire de la 9e division SS Hohenstaufen qui combat sur le front.

## Procès et condamnation
En 1946, Entress est jugé dans le procès principal de Mauthausen, l'un des procès de Dachau, devant un tribunal militaire américain. Lors de son activité de médecin du camp de concentration de Mauthausen entre 1943 et 1944, Entress est accusé d'avoir, avec le médecin du camp Waldemar Wolter (de), effectué la sélection des détenus malades du camp qui étaient ensuite gazés. Entress effectue le 14 avril 1947 une déclaration sur l'honneur (Document n° NO 2368, Bureau du Chief of Counsel for War Crimes) sur la sélection des prisonniers après leur arrivée à Auschwitz, sur les installations prévues pour le gazage des prisonniers et sur les meurtres par injection.
Entress se réfère aux « ordres d'urgence » qu'il a reçus et ne comparaît pas comme témoin dans sa propre affaire. Le 13 mai 1946, il est reconnu coupable et condamné à mort avec 57 coaccusés. Après le rejet du recours en grâce de son épouse, il est pendu le 28 mai 1947 à la prison de Landsberg.